# ヒドロ虫綱
ヒドロ虫綱（ひどろちゅうこう、学名：Hydrozoa）は刺胞動物門に属する綱の一つである。

## 特徴
ヒドロ虫綱は、刺胞動物門を構成する4つの綱のうちの1つである。特徴としては、その構造がもっとも単純であることが挙げられる。クラゲ型とポリプ型の両段階を持ち、多くのものがその両者を含む世代交代を行なうが、例外も多い。形態等の多様なことも特徴となっている。クラゲ型においては4本の放射水管をもち、ポリプ型においては隔壁を全く持たない。その一方で刺胞についてはもっとも多くの型を持っている。
大部分が海生だが、ヒドラやマミズクラゲ等の例外もある。群体性のものも単体性のものもあり、ライフサイクルの形式と形態が非常に多様である。他の刺胞動物と同様に流体静力学的外骨格によって形を保っている。ポリプ型を指してヒドロ虫ということも多い。これについてはヒドロ虫の項目を参照されたい。
最もよく知られ、研究が進められている淡水産ヒドロ虫が静水域によく見られるヒドラである。ヒドラは腺細胞からなる足盤で物に付着して、他の刺胞動物と同様に刺胞で餌動物を麻痺させる。ミジンコのような小さな甲殻類や昆虫の幼虫、環虫などを食べる。雄の放出した精子が雌の体側にある卵に受精することによる有性生殖と出芽による無性生殖の両方を行う。
群体性ヒドロ虫は典型的にはクラゲ世代とポリプ世代の両方のライフサイクルを持つ。個虫は基部と軸部を持ち、群体は栄養、生殖、攻撃など分業化した多数の個虫からなる。繁殖のためのポリプは生殖個虫（有鞘ヒドロ虫では子嚢）といわれ、そこから有性生殖によるクラゲを産む。これらのクラゲが卵を産み、受精卵を作る。受精卵は自由遊泳性のプラヌラ幼生になり適当な基質に付着したり、触手を持つ自由遊泳性のアクチヌラ幼生となりそのままクラゲやポリプに変態したりする。群体性ヒドロ虫には管クラゲやカイウミヒドラ、オベリアクラゲ等の多数の種がある。
ポリプとクラゲの段階を行き来するヒドロ虫にとってクラゲ世代は基本的には主に有性生殖の段階である。クラゲの寿命は短く限られており、配偶子を放出すると死んでしまうものも多い（アナサンゴモドキの場合のように）。他方、クダクラゲ目ではクラゲ段階がよく発達し、クラゲの群体として大型になるものがある。

## 下位分類
- 花水母目 - ヒドラ、クダウミヒドラ、オトヒメノハナガサ
- レングクラゲ目
- 軟水母目 - オワンクラゲ
- 淡水水母目 - ハナガサクラゲ、マミズクラゲ
- 管水母目 - カツオノエボシ、ヨウラククラゲ、ボウズニラ
- アクチヌラ目 - ハラモヒドラ
- 剛水母目 - ニチリンクラゲ
- 硬水母目 - カラカサクラゲ